# Enoch Showunmi
Enoch Olusesan Showunmi (Kilburn, 21 aprile 1982) è un ex calciatore nigeriano, di ruolo attaccante.

## Carriera

### Club
Esordisce tra i professionisti nella stagione 2003-2004, nella quale realizza 7 reti in 26 presenze nella terza divisione inglese con il Luton Town; l'anno seguente contribuisce alla vittoria del campionato segnando 6 reti in 35 presenze. Nella stagione 2005-2006 esordisce in seconda divisione, categoria in cui gioca stabilmente da titolare (41 presenze) segnando però solamente una rete. A fine stagione viene ceduto al Bristol City, club di terza divisione, con cui conquista un'altra promozione in seconda divisione al termine di una delle stagioni più prolifica in carriera: va infatti a segno per 10 volte in 33 partite di campionato. L'anno seguente, in seconda divisione, segna 3 reti in 17 presenze per poi essere ceduto in prestito allo Sheffield Weds, con cui disputa ulteriori 10 incontri in seconda divisione senza però mai segnare.
Nell'estate del 2008 si trasferisce in terza divisione al Leeds Utd, dove rimane per una stagione e mezza senza però mai giocare con continuità (15 presenze e 2 reti totali); trascorre poi la seconda parte della stagione 2009-2010 al Falkirk, club della prima divisione scozzese, con cui mette a segno una rete in 21 presenze. Torna quindi in Inghilterra, in terza divisione: dopo una stagione da 11 reti in 43 presenze al Tranmere (in cui è il capocannoniere stagionale del club) ed una seconda stagione da 27 presenze e 3 reti sempre con i Rovers passa al Notts County (36 presenze e 4 reti in una stagione e mezza: rimane infatti in rosa nella stagione 2012-2013 e nella stagione 2013-2014) e successivamente viene ceduto in prestito in quarta divisione prima al Torquay Utd e poi al Plymouth (7 presenze senza reti in ciascuno dei 2 club). Si ritira dopo poche partite della stagione 2015-2016, nella quale, dopo aver trascorso la stagione 2015-2016 giocando una partita in sesta divisione nel Wealdstone e successivamente 23 partite (con 5 gol) in settima divisione con il Canvey Island, disputa 2 partite con il Chalfont St. Peter, club di ottava divisione.

### Nazionale
Esordisce in nazionale il 29 maggio 2004 in una partita amichevole vinta per 3-0 contro l'Irlanda; gioca la sua seconda ed ultima partita in nazionale 2 giorni più tardi, nella partita amichevole vinta per 2-0 contro la Jamaica.

## Palmarès

### Club

#### Competizioni nazionali
- Football League One: 1

Luton Town: 2004-2005